# Перелік об'єктів культурної спадщини Дарницького району міста Києва
Перелік об'єктів культурної спадщини Києва
Правий берег
- Голосіївський район

- Байкове кладовище

- Оболонський район
- Печерський район
- Подільський район
- Святошинський район
- Солом'янський район
- Шевченківський район

- Лук'янівське кладовище

Лівий берег
- Дарницький район
- Деснянський район
- Дніпровський район

В статті наведений перелік об'єктів культурної спадщини Дарницького району міста Києва станом на 1 січня 2012.
Джерело інформації: перелік об'єктів культурної спадщини міста Києва, оприлюднений Головним управлянням охорони культурної спадщини КМДА 15 лютого 2012 року на офіційному сайті. Як повідомило Управління, перелік складений на підставі наявної інформації; передбачається регулярне оновлення інформації згідно з новими документами, виданими державними та місцевими органами влади.
На сайті Управління зазначено:

| В кожному окремому випадку для визначення статусу об'єкту необхідно звернутись до Головного управління охорони культурної спадщини виконавчого органу Київської міської ради (Київської міської державної адміністрації) з відповідним запитом у зв'язку зі змінами назв вулиць, нумерації будинків, літерних позначень та моніторингу стану об'єктів культурної спадщини на поточний період[2]. |
Статус об'єктів культурної спадщини затверджується:
- Пам'ятки національного значення — Постановами Ради міністрів УРСР, Кабінету Міністрів України.
- Пам'ятки місцевого значення — Рішеннями Київського міськвиконкому, Розпорядженнями КМДА, Наказами Міністерства культури України.
- Щойно виявлені об'єкти культурної спадщини — Наказами Комітету, або Управління (Головного управління) охорони пам'яток (культурної спадщини).

Відповідно кольором в списку позначені:
|  | Пам'ятки національного значення |
|  | Пам'ятки місцевого значення     |

## Об'єкти культурної спадщини Дарницького району
| Номер | Назва | Дати                          | Адреса                          | Охоронний номер | Документ про взяття на облік |
| ----- | --- | ----------------------------- | ------------------------------- | --------------- | --- |
| 1     | Пам'ятний знак на честь робітників Дарницького вагоно-ремонтного заводу, які загинули у роки Великої Вітчизняної війни                                                                | 1968                          | Алма-Атинська вул., 101 (сквер) |                 | Рішення виконавчого комітету Київської міськради народних депутатів від 27.01.1970 № 159, Монументальне мистецтво                         |
| 2     | Пам'ятник Крупській Н. К., радянському партійному і державному діячеві | 1969                          | Бориспільська вул.              |                 | Рішення київського міськвиконкому від 27.01.1970 № 159, Монументальне мистецтво                                                           |
| 3     | Меморіальний комплекс на честь загиблих в роки Великої Вітчизняної війни в'язнів Дарницького концтабору                                                                               | 1968                          | Горбунова Академіка вул.,       | № 260001        | Постанова Кабінету Міністрів України від 3.09.2009 № 928, Історія визначне місце монумент                                                 |
| 4     | Пам'ятне місце Дарницького нацистського табору для військовополонених | 1941—1943                     | Горбунова Академіка вул.        |                 | Наказ Головного управління охорони культурної спадщини від 25.09.2006 № 53, Історія визначне місце                                        |
| 5     | Будинок палацу культури «Дарниця» | 1950                          | Заслонова Костянтина вул., 18   | № 438-Кв        | Наказ Міністерства культури і туризму України від 16.06.2007 № 662/0/16-07, Архітектура                                                   |
| 6     | Пам'ятник героїчному екіпажу бронепоїзда «Таращанець» | 1974                          | Заслонова Костянтина вул.       | № 260021        | Постанова Кабінету Міністрів України від 3.09.2009 № 928, Рішення київського міськвиконкому від 21.08.1975 № 840, Монументальне мистецтво |
| 7     | Братська могила |                               | Заслонова Костянтина вул.       |                 | Рішення київського міськвиконкому від 21.08.1975 № 840, Історія поховання                                                                 |
| 8     | Пам'ятник В. І. Леніну | 1961                          | Зрошувальна вул., 5             |                 | Рішення київського міськвиконкому від 27.01.1970 № 159, Монументальне мистецтво                                                           |
| 9     | Пам'ятник Ковпаку С. А., радянському державному діячеві, командиру партизанського з'єднання, двічі Герою Радянського Союзу, учаснику Великої Вітчизняної війни                        |                               | Краснолуцька вул., 8-а          |                 | Рішення київського міськвиконкому від 17.11.1987 № 1112, Монументальне мистецтво                                                          |
| 10    | Могили братські воїнів, що загинули в роки Великої Вітчизняної війни (56 могил) | Невідома                      | Поліський пров., 6              |                 | Рішення київського міськвиконкому від 17.11.1987 № 1112, Історія поховання                                                                |
| 11    | Пам'ятник радянським громадянам і військовополоненим, розстріляним фашистами у 1941—1943 роках в Дарницьких концтаборах в роки Великої Вітчизняної війни(«Монумент мужності»)         | 1970                          | Привокзальна пл.                | № 0/0           | Рішення київського міськвиконкому від 27.01.1970 № 159, Монументальне мистецтво                                                           |
| 12    | Пам'ятний знак на честь бойової співдружності партизанських бригад у роки Великої Вітчизняної війни                                                                                   | 1941—1945; встановлено у 1978 | Славгородська ПКіВ              | № 0/0           | Рішення київського міськвиконкому від 04.08.1980 № 1102, Монументальне мистецтво                                                          |
| 13    | Будівля Інституту біоорганічної хімії та нафтохімії | 1977                          | Харківське шосе, 50             |                 | Наказ Головного управління охорони культурної спадщини від 25.09.2006 № 53, Монументальне мистецтво                                       |
| 14    | Будівля Інституту біоорганичної хімії та нафтохімії, в якому працював Гузиря В. С. | 1977                          | Харківське шосе 50              |                 | Наказ Головного управління охорони культурної спадщини від 25.09.2006 № 53, Монументальне мистецтво                                       |
| 15    | Мозаїчне панно «Природа і людина» (на фасаді) | 1977                          | Харківське шосе, 50             |                 | Наказ Головного управління охорони культурної спадщини від 25.09.2006 № 53, Монументальне мистецтво                                       |
| 16    | Військова дільниця Дарницького кладовища (Братські могили воїнів Радянської Армії та Війська Польського, що загинули при визволенні Києва у 1943 році) (21 братська могила, 448 чол.) | 1954&                         | Харківське шосе                 |                 | Рішення київського міськвиконкому від 27.01.1970 № 159, Історія поховання                                                                 |
| 17    | Братська могила радянських воїнів (15 чоловік) | 1954                          | Харківське шосе                 |                 | Рішення київського міськвиконкому від 27.01.1970 № 159, Історія поховання                                                                 |
| 18    | Братська могила радянських воїнів (15 чоловік) | 1954                          | Харківське шосе                 |                 | Рішення київського міськвиконкому від 27.01.1970 № 159, Історія поховання                                                                 |
| 19    | Братська могила радянських воїнів (15 чоловік) | 1954                          | Харківське шосе                 |                 | Рішення київського міськвиконкому від 27.01.1970 № 159, Історія поховання                                                                 |
| 20    | Братська могила радянських воїнів (15 чоловік) | 1954                          | Харківське шосе                 |                 | Рішення київського міськвиконкому від 27.01.1970 № 159, Історія поховання                                                                 |
| 21    | Братська могила радянських воїнів (15 чоловік) | 1954                          | Харківське шосе                 |                 | Рішення київського міськвиконкому від 27.01.1970 № 159, Історія поховання                                                                 |
| 22    | Братська могила радянських воїнів (15 чоловік) | 1954                          | Харківське шосе                 |                 | Рішення київського міськвиконкому від 27.01.1970 № 159, Історія поховання                                                                 |
| 23    | Братська могила радянських воїнів (16 чоловік) | 1954                          | Харківське шосе                 |                 | Рішення київського міськвиконкому від 27.01.1970 № 159, Історія поховання                                                                 |
| 24    | Братська могила радянських воїнів (57 чоловік) | 1954                          | Харківське шосе                 |                 | Рішення київського міськвиконкому від 27.01.1970 № 159, Історія поховання                                                                 |
| 25    | Братська могила радянських воїнів (25 чоловік) | 1954                          | Харківське шосе                 |                 | Рішення київського міськвиконкому від 27.01.1970 № 159, Історія поховання                                                                 |
| 26    | Братська могила радянських воїнів (15 чоловік) | 1954                          | Харківське шосе                 |                 | Рішення київського міськвиконкому від 27.01.1970 № 159, Історія поховання                                                                 |
| 27    | Братська могила воїнів Війська Польського (21 чоловік) | 1954                          | Харківське шосе                 |                 | Рішення київського міськвиконкому від 27.01.1970 № 159, Історія поховання                                                                 |
| 28    | Могила Курочкіна А. Ф., лейтенанта | 1954                          | Харківське шосе                 |                 | Рішення київського міськвиконкому від 27.01.1970 № 159, Історія поховання                                                                 |
| 29    | Братська могила радянських воїнів (54 чоловік) | 1954                          | Харківське шосе                 |                 | Рішення київського міськвиконкому від 27.01.1970 № 159, Історія поховання                                                                 |
| 30    | Братська могила радянських воїнів (18 могил — 448 осіб) | 1954                          | Харківське шосе                 |                 | Рішення київського міськвиконкому від 27.01.1970 № 159, Історія поховання                                                                 |
| 31    | Братська могила радянських воїнів (15 чоловік) | 1954                          | Харківське шосе                 |                 | Рішення київського міськвиконкому від 27.01.1970 № 159, Історія поховання                                                                 |
| 32    | Могила Федосова П. Н., гвардії сержанта | 1954                          | Харківське шосе                 |                 | Рішення київського міськвиконкому від 27.01.1970 № 159, Історія поховання                                                                 |
| 33    | Братська могила радянських воїнів (84 чоловіка) | 1954                          | Харківське шосе                 |                 | Рішення київського міськвиконкому від 27.01.1970 № 159, Історія поховання                                                                 |
| 34    | Братська могила радянських воїнів (16 чоловік) | 1954                          | Харківське шосе                 |                 | Рішення київського міськвиконкому від 27.01.1970 № 159, Історія поховання                                                                 |
| 35    | Братська могила радянських воїнів (15 чоловік) | 1954                          | Харківське шосе                 |                 | Рішення київського міськвиконкому від 27.01.1970 № 159, Історія поховання                                                                 |
| 36    | Братська могила радянських воїнів (16 чоловік) | 1954                          | Харківське шосе                 |                 | Рішення київського міськвиконкому від 27.01.1970 № 159, Історія поховання                                                                 |
| 37    | Братська могила воїнів Війська Польського (20 чоловік) | 1954                          | Харківське шосе                 |                 | Рішення київського міськвиконкому від 27.01.1970 № 159, Історія поховання                                                                 |
| 38    | Пам'ятник загиблим у Дарницьких концтаборах в роки Великої Вітчизняної війни | 1995                          | Харківське шосе                 |                 | Наказ Управління охорони пам'яток історії, культури та історичного середовища від 20.08.1999 № 61, Історія поховання                      |